# 高隆寺町
高隆寺町（こうりゅうじちょう）は愛知県岡崎市大平地区の町名。丁番を持たない単独町名であり、27の小字が設置されている。

## 地理
岡崎市の地理的中央部に位置する。本町は住宅や山林、農地等に使用されるが、岡崎中央総合公園や岡崎市民病院、岡崎中央クリーンセンターなどが町の大半を使用している。住宅地などは東沙川沿岸に立地している。

### 河川
- 更沙川

### 湖沼
- 稲葉池

### 小字
| - 字阿世保（あせぼ） - 字一ノ坂（いちのさか） - 字稲葉（いなば） - 字岩ケ入（いわがいり） - 字岩本（いわもと） - 字後様（うしろざま） - 字大荷場（おおにば） - 字北谷（きただに） - 字北ノ入（きたのいり） | - 字小屋場（こやば） - 字五所合（ごしょあい） - 字坂ケ元（さかがもと） - 字茅原田（ちはらだ） - 字塚廻（つかまわり） - 字峠（とうげ） - 字堂ケ根（どうがね） - 字奈良（なら） - 字西谷（にしだに） | - 字二本松（にほんまつ） - 字東谷（ひがしだに） - 字聖谷（ひじりだに） - 字本郷（ほんごう） - 字前田（まえだ） - 字松根（まつね） - 字向井田（むかいだ） - 字山狭（やまばさみ） - 字和留沢（わるざわ） |

## 世帯数と人口
2019年（令和元年）5月1日現在の世帯数と人口は以下の通りである。
| 町丁     | 世帯数 | 人口  |
| -------- | ------ | ----- |
| 高隆寺町 | 42世帯 | 115人 |

### 人口の変遷
国勢調査による人口の推移
| 1995年（平成7年）  | 142人 | [ 5 ] |  |
| 2000年（平成12年） | 202人 | [ 6 ] |  |
| 2005年（平成17年） | 173人 | [ 7 ] |  |
| 2010年（平成22年） | 168人 | [ 8 ] |  |
| 2015年（平成27年） | 132人 | [ 9 ] |  |

## 小・中学校の学区
市立小・中学校に通う場合、学区は以下の通りとなる。
| 番・番地等 | 小学校             | 中学校             |
| ---------- | ------------------ | ------------------ |
| 全域       | 岡崎市立男川小学校 | 岡崎市立美川中学校 |

## 歴史
額田郡高隆寺村を前身とする。古くから高隆寺によって支配されていた。江戸時代は旧音羽町長沢に長沢陣屋を構えた旗本巨勢氏の領地及び高隆寺の寺領であった。
高隆寺村の成立後、1889年10月1日に近隣の大平村、丸山村、小美村、洞村、欠村と合併し男川村となり高隆寺村は廃止となった。

### 史跡
- 塚廻第1号墳
- 塚廻第2号墳
- 塚廻第3号墳
- 高隆寺跡（市史跡）[11]

## 施設
- 岡崎市民病院
- 岡崎中央総合公園
- 岡崎市美術博物館
- 愛知県三河青い鳥医療療育センター
- 岡崎市リサイクルプラザ[12]
- 高隆寺
- 日吉神社

## ギャラリー
- 岡崎市民病院
- 岡崎市民病院
- 愛知県三河青い鳥医療療育センター
- 岡崎市美術博物館
- 岡崎市美術博物館

## その他

### 日本郵便
- 郵便番号 : 444-0002[3]（集配局：岡崎郵便局[13]）。

## 参考資料
- 「角川日本地名大辞典」編纂委員会 編『角川日本地名大辞典 23 愛知県』角川書店、1989年3月8日。ISBN 4-04-001230-5。
- 有限会社平凡社地方資料センター 編『日本歴史地名体系第23巻 愛知県の地名』平凡社、1981年。ISBN 4-582-49023-9。